# De Snip (natuurgebied)
De Snip is een natuurgebied van het Goois Natuurreservaat ten noordoosten van Hilversum. Het gebied ligt direct ten westen van de ongeveer acht meter lager liggende Zanderij Crailo.
De Snip is een heideveld en voormalig kampeerterrein dat grotendeels verbost raakte. De meeste bomen zijn bij de aanleg van de nabijgelegen Natuurbrug Zanderij Crailoo verwijderd om een geleidelijke overgang te krijgen van de hei aan de ene kant van de natuurbrug en het Spanderswoud aan de andere kant.
Schotse Hooglanders zorgen door begrazing dat het gebied open blijft en daardoor aantrekkelijk blijft voor bijvoorbeeld de levendbarende hagedis.